# Agustín Arana
Agustín Arana (Orizaba, México, 27 de agosto de 1968) é um cantor e ator mexicano. 

## Carreira

### Telenovelas
- Vencer la ausencia (2022) ..... Donato Gil
- Fuego ardiente (2021) .... Abel Legaspi
- Por amar sin ley (2018) .... Damián Zavala
- Tenías que ser tú (2018) .... Tadeo Fernández
- Papá a toda madre (2017-2018 .... Sebastián
- Mi adorable maldición (2017) .... Armando Cisneros
- Un camino hacia el destino (2016) .... Dr. Inácio Ordonhes
- Amores con trampa (2015) .... Florencio Gallardo
- Qué pobres tan ricos (2013-2014) .... Saúl Ballesteros
- La mujer del vendaval (2012-2013) .... Emiliano Ferreira
- Esperanza del corazón (2011) .... Franco Dupris Dávila
- La fuerza del destino (2011) .... Robert Rodríguez[3]
- Para volver a amar (2010-2011) .... Leonardo Torres
- Hasta que el dinero nos separe (2010) .... Daniel Zepeda de los Monteros
- Alma de hierro (2009) .... Gibrán
- Un gancho al corazón (2008-2009) .... Jerónimo Sermeño
- Las tontas no van al cielo (2008) .... Mário
- Palabra de mujer (2007-2008) .... Julián Medina
- Amar sin límites (2006-2007) .... Luis Felipe Peña
- La fea más bella (2006-2007) .... Omar Carvarral Curiel
- Piel de otoño (2005) .... Pablo Castañeda
- Rebelde (2004-2005) .... Dário
- Mariana de la noche (2003-2004) .... Oropo
- De pocas, pocas pulgas (2003) .... Cláudio Zapata
- Clase 406 (2002-2003) .... Ramiro
- Cómplices al rescate (2002) .... Rodolfo García
- Entre el amor y el odio (2002) .... Apresentador do desfile de calçados
- Salomé (2001-2002) .... Raúl

### Series
- Vecinos (2020) - Joaquín
- Herederos por accidente (2020) - Gustavo
- Esta historia me suena (2019) - Juan
- Mi querida herencia (2019) - Diego Ruíz
- Renta congelada (2017) - Sr. Díaz de León
- Como dice el dicho (2014) - Hernán / Marcelo / Adrián
- Miss XV (2012) - Ele mesmo
- Mujeres asesinas (México) (2009) - Javier Díaz
- La Familia P.Luche (2007)
- Mujer casos de la vida real (2002 - 2005)